# Tristessa
Tristessa ist ein Roman des Beat-Generation-Autors Jack Kerouac und wurde 1960 erstmals  veröffentlicht. Die deutsche Erstausgabe erschien 1965.
Das für Kerouacs Maßstäbe eher schmale Buch thematisiert zwei seiner Besuche im Mexico der frühen 1950er Jahre. Fast schon meditativ sind seine Beschreibungen von der Prostituierten Tristessa, ihrem schmutzigen kleinen Apartment und der darin verkehrenden Individuen; des Morphinisten El Indio, einer Henne, eines Hahnes, eines Chihuahua, einer Katze und einer Taube. Und wie ein Traumwandler bewegt sich auch Jack durch diese Welt, die er zwar nicht versteht, aber durch sein eigenes, mit buddhistischen Ansichten und teilweise von Pot benebeltem Denken wiedergibt.
Als er ein Jahr später wieder zurückkehrt, ist die einst schöne Tristessa nur noch ein Schatten ihrer selbst. Das Rauschgift hat seinen Tribut gefordert, und Jack, der mit Old Bull Gaines selbst den Drogen frönt, kann das Bild der letztlich doch reinen und gottesfürchtigen Tristessa nicht mehr aufrechterhalten. Letztendlich ist sie doch nur eine gewöhnliche Hure, die ihre Rauschgiftsucht befriedigen muss. Wie er selbst ist sie eine Gefangene der eigenen Einsamkeit und Isolation.
In traumwandlerischen und poetischen Bildern beschreibt Kerouac das Mexico seiner Zeit. Assoziationen treffen auf eindeutig von Pot-Konsum geprägte Wortspielereien und Überlegungen.